# Alessandro Albani
Alessandro Albani (ur. 15 października 1692 w Urbino, zm. 11 grudnia 1779 w Rzymie) – włoski kardynał. Bratanek papieża Klemensa XI (1700–1721) i brat kardynała Annibale Albani.

## Życiorys
Początkowo wybrał karierę wojskową i w 1707 został dowódcą pułku dragonów w armii papieskiej. Na prośbę Klemensa XI wstąpił do stanu duchownego, prowadził jednak świecki tryb życia, przysparzając tym papieżowi wiele problemów. W 1718 został sekretarzem Memoriałów, a rok później klerykiem Kamery Apostolskiej. W 1720 Klemens XI wysłał go z misją dyplomatyczną do Wiednia w celu negocjowania zwrotu Państwu Papieskiemu terytorium Comacchio.
Następca Klemensa XI, Innocenty XIII na konsystorzu 16 lipca 1721 mianował go kardynałem diakonem Sant’Adriano al Foro, udzielając dyspensy z racji obecności jego brata w Kolegium Kardynalskim oraz braku niższych święceń. Dopiero w grudniu 1721 przyjął święcenia subdiakonatu. Kardynał-protektor Królestwa Sardynii od 1727. Opat komendatoryjny Nonantola od 1730 roku. Uczestniczył w konklawe 1724, 1730, 1740, 1758, 1769 i 1774-75. Jako kardynał-protodiakon (od 1747) ogłaszał wybór i koronował papieży Klemensa XIII (w 1758), Klemensa XIV (w 1769) i Piusa VI (w 1775). Działał jako cesarski ambasador w Rzymie (1744-1748 i 1756-1779) oraz protektor Rzeszy Niemieckiej (od 1765), jednak począwszy od pontyfikatu Klemensa XIV (1769-74) sprzymierzył się z partią Gorliwych w Kolegium Kardynalskim, która sprzeciwiała się wpływom świeckich monarchów na działalność Kościoła i broniła Towarzystwa Jezusowego przed atakami. Od 1761 r. pełnił urząd Bibliotekarza Świętego Kościoła Rzymskiego. Był także patronem sztuk, w 1760 wybudował w Rzymie pałac rodowy Villa Albani, do którego sprowadził wiele dzieł sztuki antycznej. Zmarł w wieku 87 lat jako ostatni kardynał z nominacji Innocentego XIII. Został pochowany w rodzinnym grobie w rzymskim kościele S. Sebastiano fuori le mura.